# Catharina van Rees

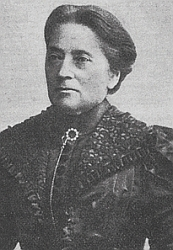
C. F. van Rees

Catharina Felicia van Rees (Pseudonym Celestine; * 2. August 1831 in Zutphen; † 28. März 1915 in Velp) war eine niederländische Dichterin, Schriftstellerin, Komponistin und Feministin.

## Leben
Catharina van Rees wurde als Tochter des Steuerinspektors Richardus van Rees und dessen Frau Constantia Wilhelmina Piper geboren und wuchs zusammen mit acht weiteren Kindern in einer wohlhabenden Familie auf. Nachdem ihr Vater starb, kümmerte sich ein Bruder ihrer Mutter um die Familie und auch um die Erziehung Catharinas, sodass sie Gelegenheit hatte, ihr musikalisches Talent zu entwickeln. Bereits im Alter von fünf Jahren komponierte sie Stücke für Klavier. Ihre erste Oper Les Débutants wurde 1855 uraufgeführt.
Van Rees lebte von 1862 bis 1867 zusammen mit der Philanthropin und Sozialreformerin Jeanne Merkus in der Region Arnhem und begann Anfang der 1860er Jahre sich aktiv für die Emanzipation der Frauen einzusetzen. Sie schrieb für literarische Zeitschriften wie De Tijdspiegel oder Nederland, bis 1870 unter dem Pseudonym Celestine.
Seit 1869 lebte sie in Deutschland und setzte ihre publizistische Tätigkeit in Bonn fort. Sie pflegte den Kontakt zur Feministin Louise Otto-Peters, der Präsidentin des Allgemeinen Deutschen Frauenvereins, arbeitete für das Vereinsmagazin Neue Bahnen und für die emanzipatorische Frauenzeitschrift Onze Vocation.
Neben ihrer schriftstellerischen Tätigkeit in den 1870er Jahren blieb sie auch als Komponistin sehr aktiv. Bis 1874 erschienen mindestens dreißig Kompositionen in gedruckter Form, hauptsächlich für Klavier mit und ohne Gesang. Am bekanntesten wurde sie mit der so genannten Transvaal-Hymne, die sie ab 1875 auf Wunsch von Thomas François Burgers, Präsident der Südafrikanischen Republik schrieb. Dieser hatte Van Rees während seines Theologiestudiums in Utrecht kennengelernt und auch als Flötist in ihrer Oper Les Débutants gespielt. Jedoch wurde ein anderes Lied die offizielle Transvaal-Hymne.
Die Sammlung Catharina van Rees befindet sich im niederländischen Literaturmuseum und Dokumentationszentrum in Den Haag, einige Korrespondenzen in der Universitätsbibliothek Leiden sowie eine Sammlung von Noten im niederländischen Musikinstitut in Den Haag.

## Werke (Auswahl)
- Les Débutants (1855)
- Zuster Catchinka (1866)
- Rob’s moeder (1868)
- De familie Mixpicle (1877)